# Mykola Petrouk
Mykola Petrouk (en ukrainien : Микола Миколайович Петрук, né le 1er février 1950) est un général ukrainien qui occupait le poste de commandant de l'armée de terre d'Ukraine.

## Carrière
Il fut commandant de l'armée de terre d'Ukraine du 19 juillet 2004 au 6 mai 2006 ; du 13 août 2002 à octobre 2003 et du 27 novembre 2001 au 19 décembre 2001.
Il fut député des V et VIe rada d’Ukraine.